# Western and Atlantic Railroad
Western and Atlantic Railroad (W&ARR, с англ. — «Западно-Атлантическая железная дорога») — историческая железная дорога, некогда располагавшаяся в юго-восточных Соединенных Штатах и соединяла Атланту (штат Джорджия) с Чаттанугой (штат Теннесси. Была основана в 21 декабря 1836 года как Western and Atlantic Railroad of the State of Georgia, нынешнее название с 9 мая 1850 года. В настоящее время дорога полностью входит в состав CSX Transportation.
Получила широкую известность в связи с произошедшим во время гражданской войны инцидентом, который ныне известен как «Великая паровозная гонка».

## Строительство
В 1826 году британский инженер Гамильтон Фултон в компании с Уилсоном Лампкином осуществил экспедицию по выбору маршрута для предполагаемого канала, который должен был соединить реки Теннесси и Чаттахучи. Из-за большого расстояния и множества гор между этими реками Фултон пришёл к выводу, что канал построить невозможно, однако предложил вместо него провести железную дорогу и даже проложил для неё маршрут. На тот момент железные дороги в США являлись мало кому известной новинкой, поэтому идея тогда не получила должной поддержки.
Однако в 1829 году близ Далонеги было обнаружено золото, что породило золотую лихорадку. Тогда в сентябре 1831 года в Итонтоне произошло собрание нескольких видных граждан для обсуждения строительства в штате железных дорог. 21 декабря 1836 года Ассамблея штата Джорджия проголосовала за финансирование строительства железнодорожной линии от Чаттануги до расположенных на юге государственных железных дорог; конечная станция этой дороги получила название Терминус, а со временем стала Атлантой.
В марте 1838 года было начато строительство будущей Западно-Атлантической железной дороги от Терминуса на север до Чаттануги. Однако к 1841 году было проложено всего 20 миль (32 км) и даже не достигнута Мариетта, поэтому 4 декабря 1841 года все работы по строительству дороги были временно приостановлены к северу от реки Этова, а в январе 1842 года руководить работами был поставлен Уилсон Лампкин, который недавно ушёл в отставку из Сената. Спустя год, в январе 1843 года рельсовые пути достигли Мариетты и продолжали строиться дальше на север; 22 декабря 1843 года законодательным органом штата Джорджия было дано одобрение на возобновление строительства к северу от реки Этова.
Когда была достигнута гора Четугета, через которую было необходимо прокладывать тоннель, часть рабочих переместилась в Мариетту и начала строить дорогу оттуда на юг. 7 мая 1850 года строительство тоннеля было официально завершено — Западно-Атлантическая дорога полностью вступила в строй.